# Cantone di Najac
Il Cantone di Najac era una divisione amministrativa dell'arrondissement di Villefranche-de-Rouergue.
A seguito della riforma approvata con decreto del 21 febbraio 2014, che ha avuto attuazione dopo le elezioni dipartimentali del 2015, è stato soppresso.

## Composizione
Comprendeva i comuni di:
- Bor-et-Bar
- La Fouillade
- Lunac
- Monteils
- Najac
- Saint-André-de-Najac
- Sanvensa